# NGC 4020
NGC 4020 este o galaxie spirală situată în constelația Ursa Mare. A fost descoperită în 3 februarie 1788 de către William Herschel. Se află la o distanță de 12,71 megaparseci de Pământ.